# Szil, Győr-Moson-Sopron
Szil  este un sat în districtul Csorna, județul Győr-Moson-Sopron, Ungaria, având o populație de 1.399 de locuitori (2011). 

## Demografie
Componența etnică a satului Szil
     Maghiari (91,89%)
     Romi (4,68%)
     Germani (2,03%)
     Români (1,01%)
     Necunoscut (0,39%)
     Alții (0,39%)
Componența confesională a satului Szil
     Fără religie (5,86%)
     Luterani (3,43%)
     Reformați (1,22%)
     Necunoscută (89,06%)
     Atei (0,43%)
     Alte religii (0,57%)
Conform recensământului din 2011, satul Szil avea 1.399 de locuitori. Din punct de vedere etnic, majoritatea locuitorilor (91,89%) erau maghiari, existând și minorități de romi (4,68%), germani (2,03%) și români (1,01%). Apartenența etnică nu este cunoscută în cazul a 0,39% din locuitori. Nu există o religie majoritară, locuitorii fiind persoane fără religie (5,86%), luterani (3,43%) și reformați (1,22%). Pentru 89,06% din locuitori nu este cunoscută apartenența confesională.